# Faragó András (színművész)
Faragó András (Orosháza, 1964. március 16. –) magyar színművész.

## Életútja
A Békés Megyei Jókai Színház tagja volt 1981–1986 között. Diplomáját a Színház- és Filmművészeti Főiskola, operett-musical tanszakán szerezte 1989-ben. Tanulmányai alatt Operettszínházban dolgozott. A főiskola után az Egri Gárdonyi Géza Színházba szerződött, majd később a Zalaegerszegi Hevesi Sándor társulatának tagja volt. 1997-ben szerződtette a Budapesti Operettszínház, amelynek azóta is tagja. 2009-ben Nívódíjat kapott Az Év Operett Színésze kategóriában.
Az egyik legtöbbet foglalkoztatott szinkronszínész. Ő volt a Honfoglaló bemondója, mind a játék, mind pedig a televíziós műsor esetében.
A TV2 Séf (Chili TV, LiChi TV) férfihangja.

## Díjai, elismerései
- Pepita-díj (arany fokozat) (2014)[2]
- Nívódíj: Az Év Operett Színésze

## Szerepei

### Néhány színpadi szerepe
| Év, hónap, nap       | Színház                  | Cím               | Szerep                                                         |
| -------------------- | ------------------------ | ----------------- | -------------------------------------------------------------- |
| 2001. szeptember 21. | Budapesti Operettszínház | Marica grófnő     | Kudelka, Bozsena grófnő inasa Dragomir Popolescu Moritz herceg |
| 2002. október 2.     | Budapesti Operettszínház | Csárdáskirálynő   | Miska, főpincér                                                |
| 2004. május 28.      | Budapesti Operettszínház | Mária főhadnagy   | Biccentő                                                       |
| 2005. szeptember 23. | Budapesti Operettszínház | Dr. Bőregér       | Frank, fogházigazgató                                          |
| 2006. március 16.    | Budapesti Operettszínház | Menyasszonytánc   | pap                                                            |
| 2006. október 19.    | Budapesti Operettszínház | Csókos asszony    | Kubanek, hentes                                                |
| 2007. február 22.    | Budapesti Operettszínház | Párizsi élet      | Alfonz, Gardfeu inasa                                          |
| 2008. július 25.     | Budapesti Operettszínház | Szentivánéji álom | Orrondi                                                        |
| 2009. január 15.     | Budapesti Operettszínház | Ibusár            | Jénai Pali/Istensegítsy Kálmán                                 |
| 2009. július 16.     | Budapesti Operettszínház | Szép nyári nap    | Tóth Antal, TSZ melléküzemág-vezető                            |

### Filmszerepei
| Év         | Cím                            | Szerep                     |
| ---------- | ------------------------------ | -------------------------- |
| 2025       | Pokoli rokonok (sorozat)       | Szlovák rendőrkapitány     |
| 2023       | Valami Amerika (sorozat)       | Mónika                     |
| 2022       | Keresztanyu (sorozat)          | Rocker                     |
| 2022       | Doktor Balaton (sorozat)       | Id. Balogh Béla „Öregbéci” |
| 2021       | Jóban Rosszban (sorozat)       | Antal Guru                 |
| 2020       | Drága örökösök (sorozat)       | portás                     |
| 2019       | Ízig-vérig (sorozat)           | prímás                     |
| 2019       | Most van most                  | Biztonsági őr              |
| 2018       | Valami Amerika 3.              | Mónika Sándor              |
| 2013       | Hacktion: Újratöltve (sorozat) | Szűcs                      |
| 2012, 2013 | Munkaügyek (sorozat)           | sofőr, Radványi Ferenc     |
| 2006–2009  | Gálvölgyi Show (sorozat)       | változó szerepek           |
| 2008       | Valami Amerika 2.              | Mónika                     |
| 2008       | Rövid, de kemény... életem     | szerető                    |
| 2007       | Tűzvonalban (sorozat)          | Lajos                      |
| 2006       | Egy bolond százat csinál       | biztonsági őr              |
| 2004       | Nyócker!                       | Kolompár hangja            |
| 2002-2003  | Barátok közt                   | Bodó Attila                |
| 1990–1991  | Angyalbőrben (sorozat)         | Mamut                      |
| 1988       | Boszorkánypalánta (tévéfilm)   | színész                    |

## Szinkronszerepei

### Sorozatbeli szinkronszerepek
| - Drót - Joseph 'Proposition Joe' Stewart (Robert F. Chew) - Nyomi szerencsétlen utazásai - Bütyök kapitány - Maffiózók - Bobby 'Bacala' Baccalieri (Steve Schirripa) (2. hang) - Buddy Faro - Buddy Faro (Dennis Farina) - Ed - Kenny Sandusky (Mike Starr) (TV2 / Viasat3) - A házasság buktatói - Erhan Parmaksız (Barış Akkoyun) - A szerelem ösvényei - Eloy Álvarez (Sergio DeFassio) - Szeretünk Raymond - Robert Barone (Brad Garrett) - Gyilkossági csoport - Albert Simms őrmester (Barry Shabaka Henley) - Hank Zipzer - Pete papa (Vincenzo Nicoli) - Dragnet- gyilkossági akták - Raymond Cooper nyomozó (Evan Parke) - Született feleségek - Caleb Applewhite (Nashawn Kearse) - A Grace klinika - Dr. Richard Webber (James Pickens Jr.) - Döglött akták - Will Jeffries nyomozó (Thom Barry) - 10-8: veszélyes őrjárat - Senior Deputy John Henry Barnes (Ernie Hudson) - Dr. House (1. évad) - Edward Vogler (Chi McBride) - Dr. House (6. évad) - Dr. Nolan (Andre Braugher) - Chris Isaak Show - Hershe (Hershel Yatovitz) - Csernobil - Garanyin titkárhelyettes (Victor McGuire) - Csillagközi romboló - Admiral William Adama (Edward James Olmos) - A parti őrség - Andy 'Charge' Thorpe (John Batchelor) - Gyilkos utcák - Al Giardello (Yaphet Kotto) (2. hang) - Raboljuk ki Mick Jaggert! - Rockefeller Butts (Kevin Michael Richardson) | - Kilenc túsz - Malcolm Jones (Chi McBride) - Kufirc - Barry (Nick Holder) - Bosszúállók újra együtt - Attuma (Dwight Schultz) - Dharma és Greg avagy kettőn áll a vásár - Larry Finkelstein (Alan Rachins) (új verzió) - Váltságdíj - Latimer King (Delroy Lindo) - Chuck - Graham (Tony Todd) - Csajok, szilikon, ez lesz a Paradicsom! - Marcial Sánchez (César Mora) - A kertvárosi gettó - Ruckus, Rumli (anime) - Fullmetal Alchemist - Alex Louis Armstrong (anime) - Fullmetal Alchemist: Brotherhood - Alex Louis Armstrong (anime) - Thomas, a gőzmozdony - Kövér ellenőr (bábsorozat-szinkronos verzió) - Transformers: Cybertron - Zűrzóna (anime) - Sonic X - Vektor, a krokodil (Jimmy Zoppi) - Parkműsor - Skips (Mark Hamill) - Nyomi szerencsétlen utazásai - Bütyök kapitány (Brian Doyle-Murray) - A Madagaszkár pingvinjei - Maurice - Penn Zero, a félállású hős - Egsgard edző (Fred Tatasciore) - Randy Cunningham: Kilencedikes nindzsa - McFist (John DiMaggio) - Don Matteo - Nino Cecchini - Játsszunk a Szezám utcában! - Sütiszörny (David Rudman) - Ki vagy, doki? (A próbababák támadása) - Clive (Mark Benton) - Gorcsok és Gumblik - Gorcs király - Goldberg család - (Jeff Garlin) Murray Goldberg - Boba Fett könyve - Klatooni vezető (Ardeshir Radpour (test), Phil LaMarr (hang)) - Krétazóna - Úr. Wilter Robert Cait |

### Filmbeli szinkronszerepek
| - Az utca embere - további magyar hang - Meggyónom - további magyar hang - A két őrmester - postás (Mimmo Poli) - Barabás - további magyar hang - Pár dollárral többért - kölyök (Mario Brega) - Ringo visszatér - Esteban Fuentes (Fernando Sancho) - Folytassa, forradalmár! - további magyar hang - Frédi, a csempész-rendész - Mario - Az ellopott léghajó - további magyar hang - Rabold el az aranyat! - további magyar hang - A detektív - Curran (Ralph Meeker) - Kötél és arany - csapos (Rudy Gaebel) - Vörös nap - Paco (Barta Barri) - Joe Kidd - Sinola megyei seriff (Gregory Walcott) - A nagy balhé - fekete kesztyűs fegyveres (Joe Tornatore) - Folytassa, Dick! - fogadós - Cápa - Ben Meadows (Carl Gottlieb) - Az ígéret földje - további magyar hang - A midwayi csata - további magyar hang - Holnap felkelek, és leforrázom magam teával - Rolf Kraus (Vladimír Menšík) - Óvakodj a törpétől - további magyar hang - A nagy vonatrablás - Lewis (Hubert Rees) - Csillagporos emlékek - Sandy letartóztató rendőr (Jack Hollander) - Fantom az éjszakában - Big Mike (Tony Munafo) - Forró rágógumi 4. – Szoknyavadászok angyalbőrben - Eva férje (Shmuel Eiser) - Martin Guerre visszatér - további magyar hang - Kínai kaland - Suleman Khan (Brian Blessed) - Monty Python: Az élet értelme - Monsieur (Terry Jones) - Simlis taxisok - további magyar hang - Tűz és jég - Jarol (Leo Gordon) - Indiana Jones és a végzet temploma - Earl Weber (Dan Aykroyd) - Pénznyelő - további magyar hang - Aki legyőzte Al Caponét - további magyar hang - A Bourne-rejtély - további magyar hang - Földönkívüli zsaru - további magyar hang - Piszkos tizenkettő: Végzetes küldetés - további magyar hang - Bűnök és vétkek - további magyar hang - Fletch: Szenzációs ajánlat - Ben Dover (Randall `Tex` Cobb) - Országúti diszkó - Tinker (John William Young) - Sokkoló - további magyar hang - Nagymenők - Billy Batts (Frank Vincent) - Delicatessen - Tourneur (Eric Averlant) - Hollywoodi lidércnyomás - Charlie Meadows (John Goodman) - Rosszcsontok égen-földön - biztonsági vezető (Patrick Culliton) - A dzsentlemanus - fegyverlobbista (Cliff Bemis) - Rendőrsztori 3. - további magyar hang - Storyville - Abe Choate (Charles Haid) - Ninja Scroll - Musizo (Richard Barnes) - A tuti balhé - Gary Buckner (Gailard Sartain) - Bosszúvágy 5. - további magyar hang - Frédi és Béni: Karácsonyi harácsoló - Philo Quartz (Rene Levant) - 12 majom - Billings (Rozwill Young) - Casino - Tony Dogs (Carl Ciarfalio) - Desperado - Ninot leszidó ember a Tarasco Bár előtt (Reinol Martinez) - A fűhárfa - Eddie Stover (Alex Van) - Egy maréknyi aranyért - pultos Cantinában (Ricardo Palacios) - Nyomorultak - bútorkereskedő/Brevet/pap (Jan Kuzelka/Frank O`Sullivan/Milan Riehs) - Star Trek: Űrlázadás - Worf parancsnok-helyettes (Michael Dorn) - Az átok - további magyar hang - Detroit Rock City - további magyar hang - Galaxy Quest – Galaktitkos küldetés - rajongó (Bill Chott) - Jackie Chan, a szépfiú - további magyar hang - Kocsmapárharc - szerelő (David O`Hara) - Lenyúlsz vagy kinyúlsz - további magyar hang - Magnolia - Burt Ramsey (Ricky Jay) - Mindenütt jó - Ted (Ray Baker) - Papakereső - további magyar hang - Sztárom a párom - biztonsági ember (Tony Armatrading) - A világ második legjobb gitárosa - színpadsegéd/Dick Ruth, klubtulajdonos (Joseph Rigano/Dennis Stein) - Csokoládé - Alphonse Marceau (Ron Cook) - Dupla vagy minden - Howdy (Alan C. Peterson) - Ennyi! - valódi bíró (Paul Butler) - A Kilenc királynő - további magyar hang - Maléna - további magyar hang - Noriega - Irwin (Sabi Dorr) - A nyugodt város - további magyar hang - Péntek esti gáz - Lil Joker (Lobo Sebastian) - A sejt - Stockwell FBI-ügynök (John Cothran Jr.) - Shaft - Lamont (Lawrence Taylor) - Szünidei gyilkosságok - kövérebb rendőr (Christoph Hagen Dittmann) - Addig jár a korsó a kútra... - Alba (Laurent Gamelon) - Ali - Chauncey Eskridge/Sonny Liston (Joe Morton/Michael Bentt) - Belphégor – A Louvre fantomja - további magyar hang - Bízd a hackerre! - Lyle Barton (Richard Roundtree) - Buhersereg - Simmons (Roger Griffiths) - Corelli kapitány mandolinja - további magyar hang - Csonthülye - fiatal Tsonga (Septula Sebogodi) - Az élet nyomában - hajószállítós fickó/csapos (Bill Wise/Ken Webster) - Emil és a detektívek - további magyar hang - Eredendő bűn - további magyar hang - Fűre tépni szabad - alelnök (Jeffrey Jones) - Gépállat SC - Ketch (Andrew Grainger) - Halálos iramban - Bilkins ügynök (Thom Barry) - K-PAX – A belső bolygó - Russell (John Toles-Bey) - A keménykötésűek - Bobby Boulevard (Mike Starr) - A kísérlet - Bosch (Antoine Monot Jr.) - Krokodil Dundee Los Angelesben - további magyar hang - A mexikói - további magyar hang - Nyakiglove - gondnok Jim házában (J.B. Bivens) - Pearl Harbor – Égi háború - Earl Sistern őrmester (Tom Sizemore) - A pók hálójában - Kyle Craig (Jay O. Sanders) - Quo Vadis? - gladiátor (Slawomir Luto) - Rocksztár - kidobóember (Gregory Hinton) - Szívtiprók - Ray (Gonzo Raymond) - 8 mérföld – további magyar hang - Álmatlanság - Rich (Lorne Cardinal) - Ámen. - további magyar hang - Birodalom - Tito Severe (Fat Joe) - A Bourne-rejtély - Nykwana Wombosi (Adewale Akinnuoye-Agbaje) - Chicago - további magyar hang - A csendes amerikai - Bill Granger (Holmes Osborne) - Ferenc - további magyar hang - Gyönyörű mocsokságok - taxiellenőr (Jeffery Kissoon) - Holly Woody történet - Pappas (Fred Melamed) - A hűtlen - Mirojnick nyomozó (Gary Basaraba) - Joshua - további magyar hang - Kapj el, ha tudsz - Mr. Kesner (Alex Hyde-White) - A kárhozat útja - Frank (Kevin Chamberlin) - Kémkölykök 2. – Az elveszett álmok szigete - további magyar hang - Két hét múlva örökké - további magyar hang - Mindenütt nő - további magyar hang - Mostohám a zsánerem - további magyar hang - Őrültek háza - Vakhid, a csecsen parancsnok (Ruslan Naurbiyev) - Penge 2. - Reinhardt (Ron Perlman) - Pókember - Enrique (Lou Torres) - Scooby-Doo – A nagy csapat - további magyar hang - Túsz-fészek - biztonsági őr (Eddie Driscoll) - Az utolsó éjjel - Khari (Patrice O`Neal) - Visszafordíthatatlan - Mick (Michel Gondoin) - Vitathatatlan - Al (Johnny Williams - Barbárok a kapuk előtt - Ronald, a szakszervezeti vezető (Jean-Marc Parent) - Bionicle - A fényálarc - Kopaka Nuva (Michael Dobson) - Börtönbosszú - Crandall (Troy Aguayo) - Csak az a szex - további magyar hang - Dogville - A menedék - Chuck (Stellan Skarsgård) - Egyenesbe jövünk - Big Mick (Joe Bugner) - Gothika - Dr. Douglas Grey (Charles S. Dutton) - Halálosabb iramban - Enrique (Matt Gallini) - Az ítélet eladó - Lonnie Shaver (Bill Nunn) - Jószomszédi iszony - Dan biztos úr (Robert Wisdom) - A Karib-tenger kalózai: A Fekete Gyöngy átka - Joshamee Gibbs (Kevin McNally) - Kis nagy színész - önmaga (Rob Reiner) - Mackótestvér - kos (Paul Christie) - Mátrix – Újratöltve - Wurm (Terrell Dixon) - Monte Walsh: Az utolsó cowboy - további magyar hang - Némó nyomában - Bubi (Stephen Root) - Nyafka X - további magyar hang - Az őserdő hőse 2. - Lyle Van de Groot (Thomas Haden Church) - Parttól partig - Clifford Wordsworth (John Salley) - Szeress, ha mersz - Szergej Nyimov Nyimovics (Gilles Lellouche) | - Torremolinos 73 - Szex, hazugság, super8-as - Erik (Tom Jacobsen) - Túl közeli rokon - Moe (Terence Bernie Hines) - Underworld - Raze (Kevin Grevioux) - Végzetes erő: A visszatérés - további magyar hang - Volt egyszer egy Mexikó - Mumus (Danny Trejo) - Betörő az albérlőm - prédikátor (George Anthony Bell) - A bukás – Hitler utolsó napjai - Otto Günsche adjutáns, SS-százados (Götz Otto) - Collateral – A halál záloga - Daniel (Barry Shabaka Henley) - Döglött hal - Charlie (Trevor Cooper) - A híres Ron Burgundy legendája - motoros (Jack Black) - Hosszú jegyesség - Chardolot (Bouli Lanners) - Udvari bolond - Hubert Hawkins (Danny Kaye) - Kalandférgek - Burgeres (Anthony Anderson) - Kerülőutak - Gary, a csapos (Patrick Gallagher) - A kristály nyomában - Fred (Dan Russell) - Menedék - Richie Rich (Razaaq Adoti) - New York-i bújócska - további magyar hang - Pofa be és csókolj! - további magyar hang - Sodró lendület - Del Knox (Burt Reynolds) - Szupervihar - Tornado Tommy (Randy Quaid) - Vágott verzió - Zoe Tech képviselő (Blu Mankuma) - Batman: Kezdődik! - nagydarab rab (Turbo Kong) - Beépített szépség 2. - további magyar hang - Bionicle 3. - Árnyak hálója - Sidorak (Paul Dobson) - Carlito útja: A felemelkedés - Big Jeff nyomozó (Tony Cucci) - Constantine, a démonvadász - további magyar hang - Csak lazán! - Gyors Freddie (Anthony J. Ribustello) - Elvis - Steve Binder (Jack Noseworthy) - Fullmetal Alchemist - Shamballa hódítója / mozifilm - Alex Louis Armstrong (Kenji Utsumi) - Fullmetal Alchemist: A bölcsek kövének nyomában / animesorozat - 1. King Bradley ezredes / (3 - 5 részen át) (Hidekatsu Shibata), 2. Alex Louis Amstrong / (6 - résztől) (Kenji Utsumi) - Góóól! - további magyar hang - Hazárd megye lordjai - idősebb rendőr (Danny Hanemann) - Hollywoodi álmok - önmaga (Harvey Weinstein) - A Holtak földje - Knipp (Gene Mack) - Ikon - Viktor Akopov (Steven Spiers) - Karol - Az ember, aki pápa lett - további magyar hang - Légcsavar - Elias, nagydarab utas (Brent Sexton) - Madagaszkár - további magyar hang - Hot Wheels AcceleRacers - Deezel "Porkchop" Riggs (David Kaye) - A nagy fehérség - Jimbo (W. Earl Brown) - Naranzs, Minyon és Dartanyan - Larsson rendőrparancsnok (Ulf Larsson) - Az oroszlán, a boszorkány és a ruhásszekrény - Maugrim (Michael Madsen) - Nehéz idők - Casper (Anthony `Citric` Campos) - Pata-csata - Kócos (Jeff Foxworthy) - Sin City – A bűn városa - Manute (Michael Clarke Duncan) - A tolmács - Charlie Russell (David Zayas) - Túszdráma - további magyar hang - Bajkeverő majom - Ivan, nagydarab ajtónálló (Ed O`Ross) - A boldogság nyomában - Wayne (Mark Christopher Lawrence) - Bűnös viszonyok - Legge (Mark Benton) - A család kicsi kincse - boltos/McCleary országúti járőr (Chuck Loring/Dean Norris) - Déjà vu - Kevin Donnelly ügynök (Mark Phinney) - Fedőneve: Pipő - további magyar hang - Fekete Dália - Ted Green rendőrfőnök (Troy Evans) - Fekete könyv - Kees (Frank Lammers) - Hollywoodland - Eddie Mannix (Bob Hoskins) - Horrorra akadva 4. - további magyar hang - Hullámtörők - John Hall (John F. Hall) - Az Igazság mecénása - további magyar hang - Jackass 2. - önmaga (Preston Lacy) - A káosz birodalma - Bart Bookman (Jon Lovitz) - A Karib-tenger kalózai: Holtak kincse - kormányos, Edinburgh (Steve Speirs) - Las Bandidas - további magyar hang - A Rózsaszín Párduc - Vainqueur (Boris McGiver) - A rút kiskacsa és én - Ernie (Drew Lucas) - Step Up - Omar (Heavy D) - A tégla - Francia (Ray Winstone) - Titkok könyvtára: Salamon király rejtélye - Samir tábornok (Erick Avari) - UFO boncolás - Melik (Omid Djalili) - Véres gyémánt - gonosz parancsnok (David Harewood) - Amerikai gengszter - Tango (Idris Elba) - Anyád lehetnék - második producer (Peter Polycarpou) - Bosszú mindhalálig - további magyar hang - Bűbáj - Ethan Banks (Isiah Whitlock Jr.) - Csillagközi romboló: Penge - William Adama admirális (Edward James Olmos) - A falka - Vincent Dennison (Dwayne L. Barnes) - Goodbye Bafana - Vann Niekerk (Warrick Grier) - Grindhouse: Terrorbolygó - Dr. Felix (Felix Sabates) - Hideg nyomon - Big Dave (William Lee) - Kegyenc fegyenc - Cleon (Buddy Lewis) - A kis áruló - kérdezőtiszt (Theodore Bikel) - L’ecsó - Gusteau (Brad Garrett) - A lankadatlan - A Dewey Cox sztori - éjszakai mulatóhely igazgatója (Paul Bates) - Lélegzet - Happiness (Forest Whitaker) - A nemzet aranya: Titkok könyve - Dr. Nichols (Albert Hall) - TMNT - Tini Nindzsa Teknőcök - Santino ezredes (John DiMaggio) - Tor-túra 2. - Billy Pulu (Dan Joffre) - Transformers - Bobby Bolivia (Bernie Mac) - Viszlát, Bajnok! - Champ (Samuel L. Jackson) - Bolondok aranya - Cordell (Malcolm-Jamal Warner) - Bruce és Lloyd: Elszabadult pokol - Mesüge (Patrick Warburton) - Hajrá boldogság! - koldus (Stanley Townsend) - A kis hableány - A kezdet kezdete - Pufi (Kevin Michael Richardson) - Marley meg én - további magyar hang - A trükk - Levi Rosenwald (Sharon Raginiano) - Újraszámlálás - további magyar hang - Volt - Joey (Todd Cummings) - WALL·E - John (John Ratzenberger) - A Boszorkány-hegy - Marty (Bob Koherr) - A dolgok állása - Donald Bell nyomozó (Harry Lennix) - Transformers: A bukottak bosszúja - Fülelő (Frank Welker) - Transformers 3. - Fülelő (Frank Welker) - Verdák - Sven, a Governátor (Scott Clark) - Verdák 2. - Victor Rugó (Stanley Townsend) - Végjáték - Chjamrajnager admirális (Tony Mirrcandani) - Agymanók - Harag (Lewis Black) - Volt egyszer egy stúdió - Füles (hangja) (Jim Meskimen) Kétszer szinkronizálta Cornel Westet: - Mátrix – Forradalmak - West tanácsnok - Mátrix – Újratöltve - West tanácsnok Kétszer szinkronizálta Kevin Smith-t: - Jay és Néma Bob visszavág - Néma Bob (Kevin Smith) - Shop-stop 2. - Néma Bob (Kevin Smith) Kétszer szinkronizálta Stephen Marcust: - Szétcsúszva - Rob - Iris - Egy csodálatos női elme - taxisofőr Kétszer szinkronizálta Jonathan Loughrant: - Kill Bill - kamionos - Grindhouse: Halálbiztos - Jasper Kétszer szinkronizálta Charles Durninget: - A nagy ugrás - Waring Hudsucker - Ó, testvér, merre visz az utad? - Pappy O`Daniel Kétszer szinkronizálta Robbie Coltrane-t: - V. Henrik - Falstaff - Ocean’s Twelve – Eggyel nő a tét - Matsui Kétszer szinkronizálta Jernard Burkst: - Négy tesó - Evan - Másnaposok - Leonard Kétszer szinkronizálta Brian Coxot: - Nürnberg - Hermann Göring - Menekülők - Frank Perry Kétszer szinkronizálta Michael Madsent: - Az oroszlán, a boszorkány és a ruhásszekrény - Maugrim - Az utolsó bevetés - J.T. Colt Kétszer szinkronizálta Jim Cartert: - Tolvajszezon - Michael Philipps - Elátkozott Ella - Nish, az ogre Kétszer szinkronizálta Mark Boone Juniort: - Facér Jimmy - Evil - Halott madarak - Joseph Kétszer szinkronizálta Faizon Love-ot: - Cserebere szerencse - Damon Phillips - Páros mellékhatás - Shane Kétszer szinkronizálta Ving Rhamest: - Vitathatatlan - Iceman Chambers - Hasonmás - Próféta |

### Videojáték
- League of legends - Alistar
- League of legends - Gangplank
- League of legends - Zilean
- Resident Evil 4 Remake - Kereskedő
- Detroit: Become Human - Jeffrey Fowler